# 51. Reserve-Division (Deutsches Kaiserreich)
Die 51. Reserve-Division war ein Großverband der Preußischen Armee im Ersten Weltkrieg.

## Aufstellung
Die Division wurde bei der ersten großen Heeresvermehrung bei Ausbruch des Ersten Weltkriegs mit den preußischen Reserve-Divisionen 43 bis 54 und der 6. Bayerischen Reserve-Division im August 1914 aufgestellt und bildete zusammen mit der 52. Reserve-Division das XXVI. Reserve-Korps.
Das Reserve-Infanterie-Regiment Nr. 233 wurde in Meiningen mit Regimentsstab, I. und II. Bataillon und Maschinengewehr-Zug aus dem Ersatztruppenteil des 2. Thüringischen Infanterie-Regiments Nr. 32 aufgestellt. Das III. Bataillon wurde aus dem Ersatztruppenteil des 6. Thüringischen Infanterie-Regiments Nr. 95 in Gotha aufgestellt. Das Regiment wurde zur Ausbildung auf den Übungsplatz in Ohrdruf verlegt.
Das Reserve-Infanterie-Regiment Nr. 234 wurde in Kassel mit Regimentsstab, I. Bataillon und Maschinengewehr-Zug aus dem Ersatztruppenteil des Infanterie-Regiments „von Wittich“ (3. Kurhessisches) Nr. 83, dem II. Bataillon aus dem Ersatztruppenteil des 1. Ober-Elsässischen Infanterie-Regiments Nr. 167 gebildet. Das III. Bataillon wurde durch den Ersatztruppenteil des 2. Kurhessischen Infanterie-Regiments Nr. 82 in Göttingen gebildet. Etwa 75 % der Mannschaften waren Kriegsfreiwillige, so etwa zahlreiche Göttinger Studenten.
Das Reserve-Infanterie-Regiment Nr. 235 wurde in Koblenz aus den Ersatztruppenteilen der Infanterie-Regiment „von Goeben“ (2. Rheinisches) Nr. 28 und 6. Rheinisches Infanterie-Regiment Nr. 68 sowie in Bonn aus dem 9. Rheinisches Infanterie-Regiment Nr. 160 aufgestellt.
Das Reserve-Infanterie-Regiment Nr. 236 wurde in Köln-Deutz aus den 5. Rheinisches Infanterie-Regiment Nr. 65, Infanterie-Regiment „von Lützow“ (1. Rheinisches) Nr. 25 und Infanterie-Regiment „Freiherr von Sparr“ (3. Westfälisches) Nr. 16 gebildet.
Die Truppen bestanden überwiegend aus Kriegsfreiwilligen und älteren Reservisten sowie aus Offizieren, die zum großen Teil schon seit längerer Zeit aus dem aktiven bzw. dem Reserve- oder Landwehrverhältnis ausgeschieden und somit entweder schon pensioniert oder zur Disposition gestellt waren. Nach einer verkürzten Ausbildungszeit von nur acht Wochen wurde die junge Truppe in den Schwerpunkt der Kämpfe an der Westfront geworfen.

## Gliederung

### Kriegsgliederung vom 10. September 1914
- 101. Reserve-Infanterie-Brigade
  - Reserve-Infanterie-Regiment Nr. 233
  - Reserve-Infanterie-Regiment Nr. 234
  - Reserve-Jäger-Bataillon Nr. 23
- 102. Reserve-Infanterie-Brigade
  - Reserve-Infanterie-Regiment Nr. 235
  - Reserve-Infanterie-Regiment Nr. 236 (im August 1916 an die 195. Infanterie-Division abgegeben)
- Divisionstruppen
  - Reserve-Kavallerie-Abteilung Nr. 51
  - Reserve-Feldartillerie-Regiment Nr. 51
  - Reserve-Pionier-Kompanie 51

Schwachpunkte der Gliederung waren erstens, dass keine Infanterie-Brigadeführer zur Verfügung standen, so dass die Division gleichzeitig den taktischen Einsatz von vier Infanterie-Regimentern und zwei Jäger-Bataillonen leiten musste, unter den gegebenen Umständen eine kaum lösbare Aufgabe. Zweitens war die Artillerie mit nur einem Feldartillerie-Regiment und veralteten Geschützen ausgerüstet zu schwach und verfügte über zu wenig Artillerieführer, die den entsprechenden Kampftruppenkommandeuren als Berater zur Seite stehen konnten.

### Kriegsgliederung vom 16. Februar 1918
- 102. Reserve-Infanterie-Brigade
  - Reserve-Infanterie-Regiment Nr. 234
  - Reserve-Infanterie-Regiment Nr. 235
  - Reserve-Infanterie-Regiment Nr. 236
  - Maschinen-Gewehr-Scharfschützen-Abteilung 73
  - Reserve-Kavallerie-Abteilung Nr. 51
- Artillerie-Kommandeur Nr. 51
  - Reserve-Feldartillerie-Regiment Nr. 51
  - I./Reserve-Fußartillerie-Regiment Nr. 11 (ab dem 16. April 1918)
- Stab Pionier-Bataillon 351
  - Reserve-Pionier-Kompanie 51
  - 7. Kompanie/Pionier-Bataillon Nr. 28
  - Minenwerfer-Kompanie 251
- Divisions-Nachrichten-Kommandeur Nr. 451

## Geschichte

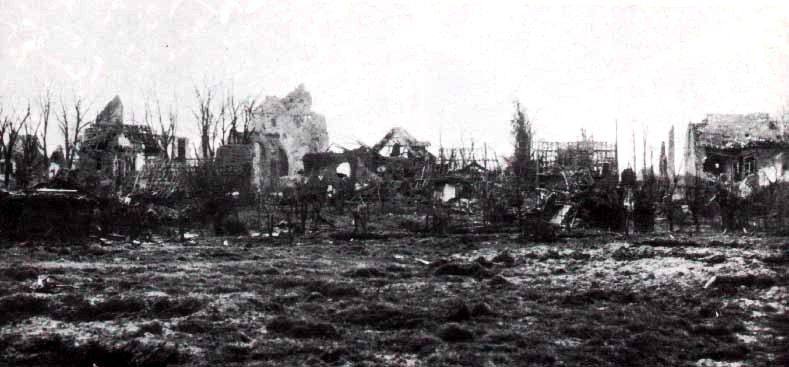
Das umkämpfte Langemarck

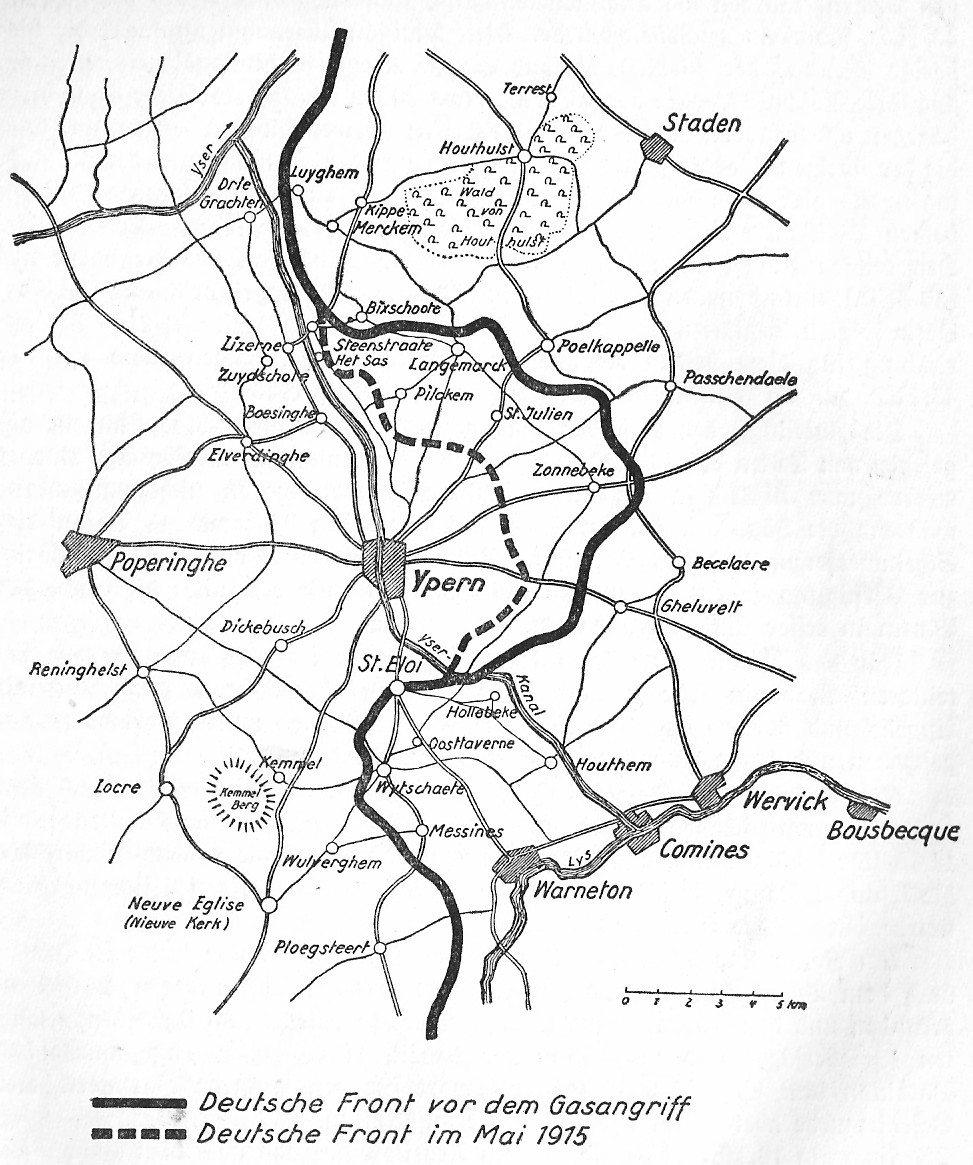
Zweite Schlacht bei Ypern

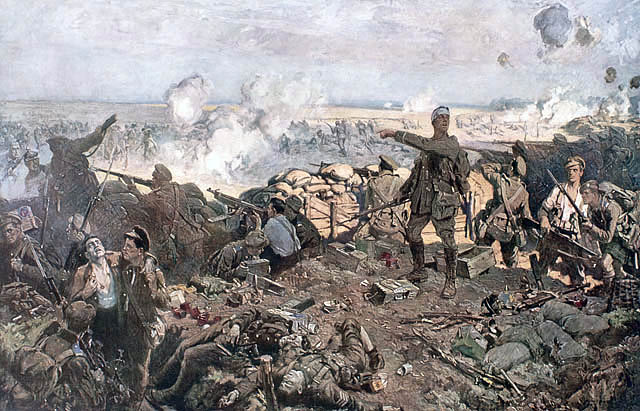
Britische Truppen in der Zweiten Schlacht von Ypern

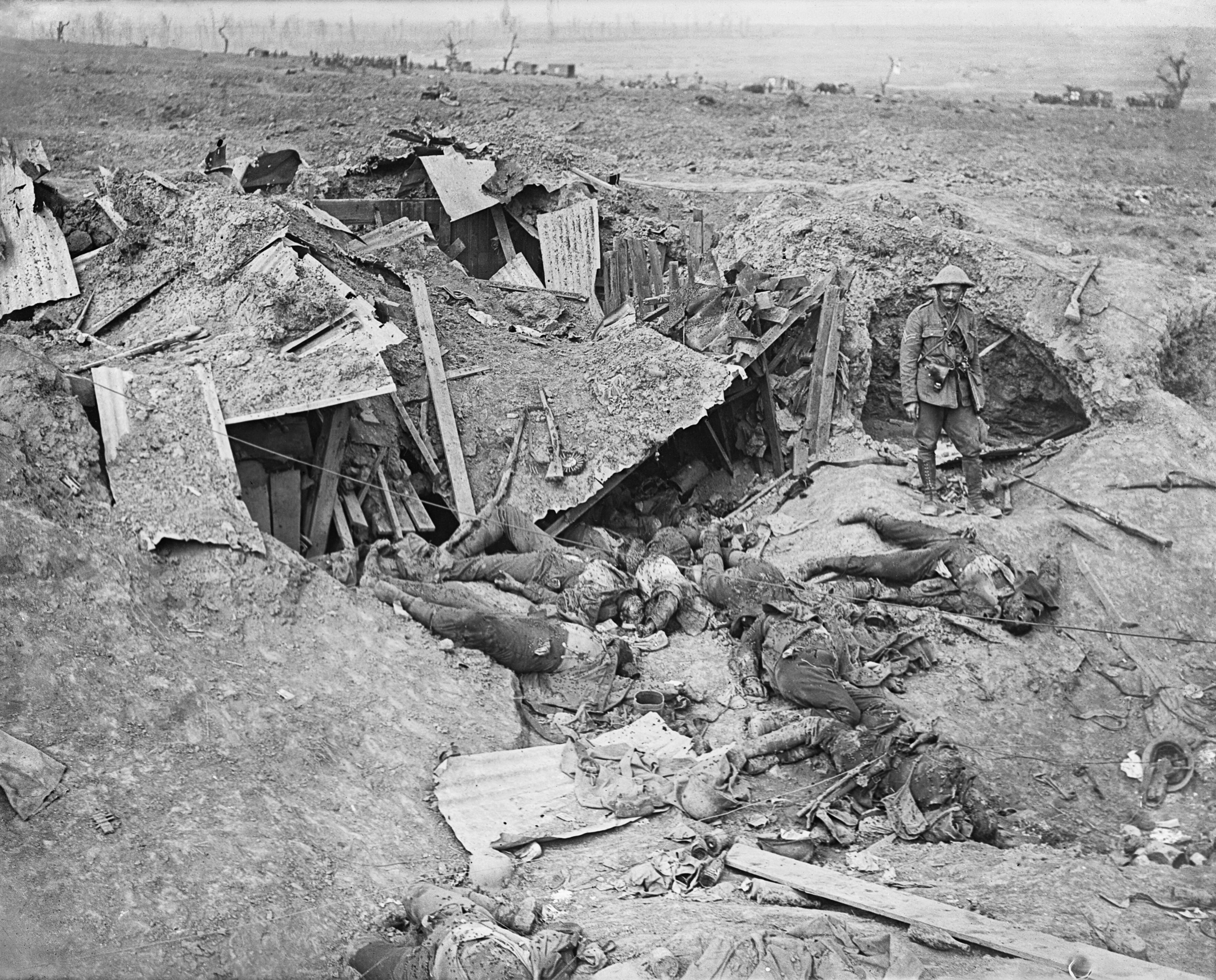
Zerschossene deutsche Stellung an der Somme

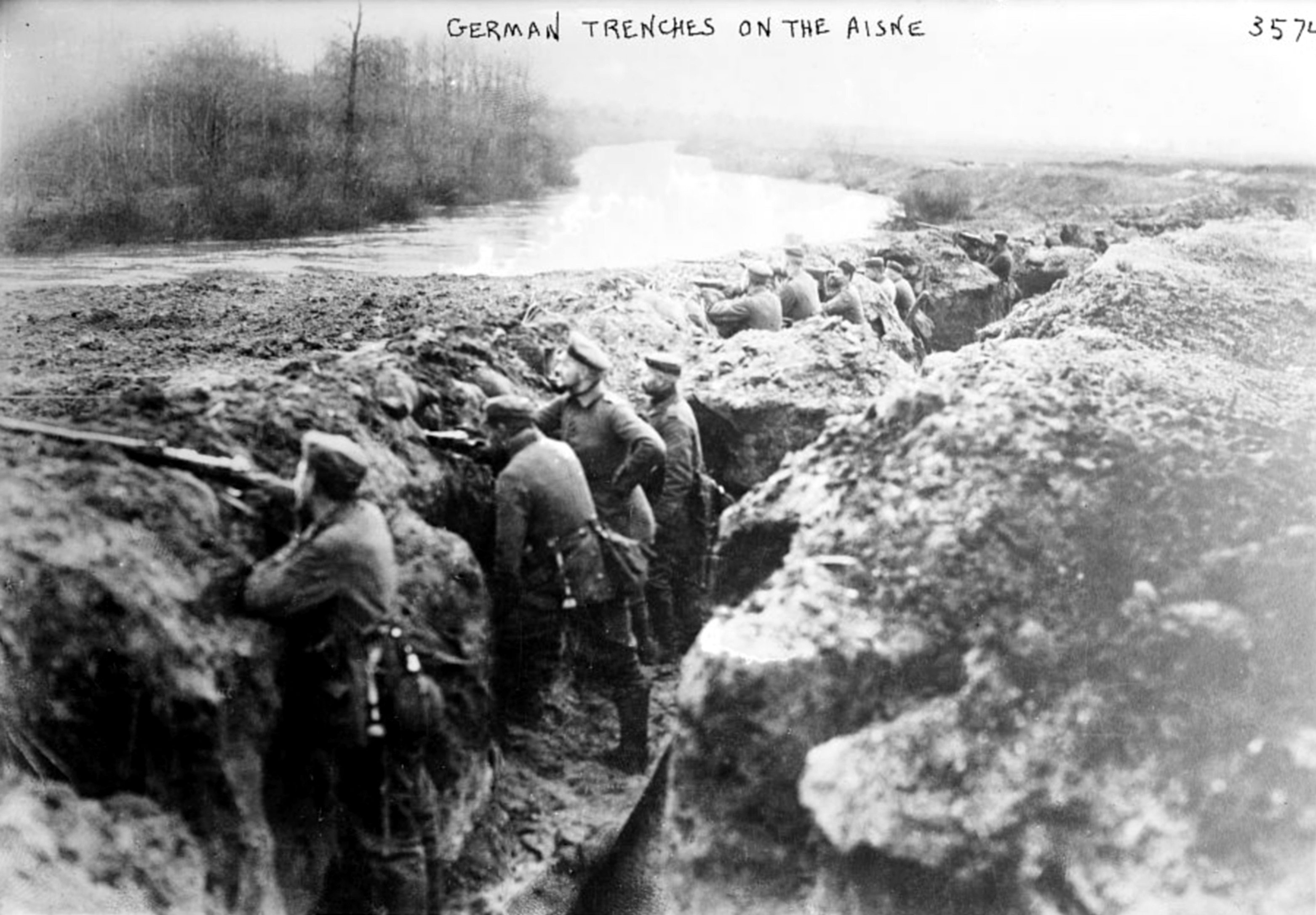
Deutscher Schützengraben an der Aisne

Die Division kämpfte während des gesamten Krieges an der Westfront. Im Oktober 1914 gelangte sie als Teil des XXVI. Reserve-Korps nach Flandern, als der Bewegungskrieg mit dem Vorstoß an die Kanalküste in seine letzte Phase trat. Bei den schweren Gefechten bei Ypern erlitten die kriegsunerfahrenen Regimenter bei Massenangriffen schwere Verluste, als sie erfolglos versuchten, Langemarck und Mangelaere zu nehmen.
Die Division ging anschließend an der Yser zum Stellungskrieg über.
Im April 1915 trat sie im Verbund der 4. Armee erneut zum Angriff an. Bei der Zweiten Ypernschlacht wurde erstmals in großem Umfang tödliches Chlorgas eingesetzt, das sich bei Angriffsbeginn der Division allerdings wegen des sonnig-warmen Wetters bereits zersetzt und so nur geringe Wirkung entfaltet hatte. Die 51. Reserve-Division rannte vergeblich gegen die Stellungen der 45. französischen und der 1. kanadischen Division bei Langemarck und St. Julien an und musste sich nach schweren Verlusten auf beiden Seiten und nur geringem Geländegewinn erneut eingraben. Die Division blieb bis September 1916 in den Stellungen in Flandern.
Inzwischen hatte die bereits seit Juli andauernde alliierte Großoffensive an der Somme eine Krise herbeigeführt, und die Division wurde nach rascher Verladung in den Schwerpunkt der alliierten Angriffe bei Combles in den Einsatz geworfen. Das schwer befestigte und im Schutz umgebender Hügel gelegene Combles stand als Eckpfeiler des nördlichen Sommeabschnitts an der Nahtstelle zwischen Briten und Franzosen. Unterirdische Kavernen erlaubten die Bereitstellung von Reserven und den Umschlag von Waffen und Munition, das Wegenetz und eine Feldbahn sicherten Nachrichten- und Versorgungsverbindungen. Als die Division eintraf, lag Combles jedoch bereits in der unmittelbaren Feuerzone, aus den westlichen Waldstücken heraus bedroht von der 56. London-Division, aus Süden und Osten drängten französische Angriffsverbände heran. Am 25. September brach der Gegner an den Flanken durch und riegelte den verbliebenen Verbindungsweg nach Norden ab; nur unter schweren Verlusten konnten sich bei Nacht die zusammengeschmolzenen Kompanien einzeln durchschlagen.
Die Division wurde nun in die Champagne verlegt, wo sie mit neuen Kräften aufgefüllt wurde. Am 15. Februar 1917 trat sie zum erfolgreichen Angriff bei Ripont auf Ferme Maison de Champagne an, wo eine wichtige Höhe genommen werden sollte. Dazu meldete der deutsche Heeresbericht: „In der Champagne wurde südlich von Ripont nach wirksamer Vorbereitung durch Artillerie und Minenwerfer ein Angriff von unserer Infanterie mit Umsicht und Schneid zu vollem Erfolg durchgeführt. Im Sturm wurden an der Champagne Ferme und auf Höhe 185 vier feindliche Linien in 2600 Meter Breite und 800 Meter Tiefe genommen. 21 Offiziere und 837 Mann sind gefangen, 20 Maschinengewehre und ein Minenwerfer als Beute eingebracht.“
Im Mai 1917 stand die Division bei der erfolgreichen Abwehr des französischen Angriff an der Aisne im Einsatz.
Von August bis Oktober 1917 kämpfte die Division vor Verdun, wo sie am 9. September 1917 am misslungenen Angriffsunternehmen „Hühnerjagd“ zur Wiedereroberung der Höhe 344 eingesetzt wurde. Unterstützt von Sturmpionieren mit Flammenwerfertrupps und MGs kämpften die Infanterie-Regimenter sich über die Höhe hinweg bis zum Hinterhang vor, wurden aber bei mangelnder Artillerieunterstützung im Nebel durch französische Gegenangriffe bis fast auf die Ausgangsstellungen zurückgeworfen.
Die Division kehrte im Herbst 1917 in die Champagne zurück. Dort trat sie im März 1918 mit zur Großen Schlacht in Frankreich an.
Auch an den letzten Angriffsoperationen auf die Marne im Sommer 1918 nahm die Division teil, bei der deutsche Truppen zwar bis an die Marne gelangten, die Angriffskraft der deutschen Verbände sich endgültig erschöpft hatte.
Von September bis zum Waffenstillstand im November 1918 hielt die Division bei der Maas-Argonnen-Offensive gegen französische und amerikanische Truppen stand, wobei sie in amerikanischen Berichten als hochwertiger Großverband der zweiten Linie eingestuft wurde, obwohl sie gegen Kriegsende noch schwere Verluste hinnehmen musste. Bei den schweren Abwehrkämpfen kam der Divisionskommandeur Generalmajor Ewald von Kleist am 28. Oktober 1918 ums Leben. Er war der letzte deutsche General des Ersten Weltkriegs, der im Fronteinsatz gefallen ist.

## Gefechtskalender

### 1914
- 18. Oktober bis 30. November 1914 --- Schlacht an der Yser
  - 19. Oktober 1914 --- Rumbeke und Roulers
  - 20. Oktober 1914 --- Westroosebeke
  - 21. bis 28. Oktober 1914 --- Poelcappelle, Mangelaare, Langemarck
- ab 1. Dezember --- Stellungskämpfe an der Yser
  - 11. Dezember 1914 --- Französischer Durchbruchsversuch bei Wallemolen

### 1915
- bis 21. April --- Stellungskämpfe an der Yser
- 22. April bis 25. Mai --- Kämpfe um Ypern
  - 22. bis 23. April --- Großer Durchbruch über Pilkem-Langemarck bis zu den Höhen nördlich Ypern (erster Gasangriff auf deutscher Seite)
  - 23. April --- Erstürmung von Kerselaer
  - 24. April --- Erstürmung von St. Julien und von de Roode-Carrière-Ferme
  - 2. bis 3. Mai --- Erstürmung von Vanheule-Ferme
  - 8. Mai --- Erstürmung der Höhen östlich Wieltje
  - 13. bis 24. Mai --- Kämpfe um die Höhen nordöstlich Ypern
- ab 26. Mai --- Stellungskämpfe an der Yser

### 1916
- bis 16. September --- Stellungskämpfe an der Yser
- 19. bis 30. September --- Schlacht an der Somme
- 4. Oktober bis 31. Dezember --- Stellungskämpfe in der Champagne

### 1917
- 1. Januar bis 15. Mai --- Stellungskämpfe in der Champagne
  - 15. Februar 1917 --- Wegnahme der Höhe 185 südlich Ripont
  - 15. Februar bis 1. April --- Kämpfe um die Höhen südlich Ripont
- 24. bis 27. Mai --- Schlacht in der Champagne
- 28. Mai bis 10. Juni --- Stellungskämpfe bei Reims
- 14. Juni bis 14. August --- Stellungskämpfe in der Champagne
- 20. August bis 5. Oktober --- Abwehrschlacht bei Verdun
- 10. bis 19. Oktober --- Stellungskämpfe bei Verdun
- ab 17. Dezember --- Stellungskämpfe in der Champagne

### 1918
- bis 27. Februar --- Stellungskämpfe in der Champagne
  - 13. bis 27. Februar --- Kämpfe zwischen Tahure und der Butte du Mesnil
- 2. bis 20. März --- Ausbildung
- 21. März bis 6. April --- Unternehmen Michael
- 7. April bis 2. Mai --- Kämpfe bei Montdidier
- 7. bis 24. Mai --- Reserve der O.H.L.
- 27. Mai bis 13. Juni --- Schlacht bei Soissons und Reims
  - 27. Mai --- Erstürmung der Höhen des Chemin des Dames
  - 28. Mai bis 1. Juni --- Verfolgungskämpfe zwischen Oise und Aisne und über die Vesle bis zur Marne
  - 30. Mai bis 13. Juni --- Angriffskämpfe westlich und südwestlich von Soissons
- 18. bis 25. Juli --- Abwehrschlacht zwischen Soissons und Reims
- 26. Juli bis 3. August --- Bewegliche Abwehrschlacht zwischen Marne und Vesle
- 3. bis 28. August --- Reserve der 7. Armee
- 29. August bis 25. September --- Stellungskämpfe bei Reims
- 26. September bis 6. Oktober --- Abwehrschlacht in der Champagne und an der Maas
- 10. bis 16. Oktober --- Kämpfe vor der Hermannstellung
- 21. Oktober bis 4. November --- Stellungskämpfe an der Aisne
- 25. Oktober bis 1. November --- Abwehrschlacht in der Hundingstellung
- 5. bis 11. November --- Rückzugskämpfe vor der Antwerpen-Maas-Stellung
- ab 12. November --- Räumung des besetzten Gebietes und Marsch in die Heimat

### 1919
- bis 15. Januar --- Räumung des besetzten Gebietes und Marsch in die Heimat

## Kommandeure
| Dienstgrad                   | Name                                | Datum                                |
| ---------------------------- | ----------------------------------- | ------------------------------------ |
| Generalleutnant              | Ferdinand Waenker von Dankenschweil | 23. August bis 13. November 1914     |
| Generalleutnant              | Friedrich von Kleist                | 14. November 1914 bis 21. April 1916 |
| Generalmajor                 | Felix Langer                        | 22. April bis 19. August 1916        |
| Generalleutnant              | Hermann Heidborn                    | 20. August bis 4. September 1916     |
| Generalmajor/Generalleutnant | William Balck                       | 05. September 1916 bis 4. März 1918  |
| Generalleutnant              | Albert Fritsch                      | 05. bis 20. März 1918                |
| Generalleutnant              | Gustav von Förster                  | 21. März bis 26. Juli 1918           |
| Generalmajor                 | Ewald von Kleist                    | 27. Juli bis 29. Oktober 1918        |
| Generalmajor                 | Conrad Wolf                         | 30. Oktober 1918 bis 10. Januar 1919 |